# Det Særlige Bygningssyn
Det Særlige Bygningssyn er kulturministerens og Kulturarvsstyrelsens rådgivende udvalg i spørgsmål om bygningsfredning og bygningsbevaring.

## Ansvarsområde
Det består af 12 medlemmer, der udpeges af kulturministeren efter indstilling fra relevante institutioner og organisationer, der beskæftiger sig med bygningskultur. Bygningssynets medlemmer sidder i fire år ad gangen, og et medlem kan normalt kun sidde i to perioder i træk. Der holdes ti møder om året.
Rådet blev etableret som følge af Danmarks første bygningsfredningslov af 1918.
Skønt Det Særlige Bygningssyn udelukkende er rådgivende, kan Kulturarvsstyrelsen ikke frede bygninger uden en positiv tilkendegivelse herom fra Det Særlige Bygningssyn.
Rådets nuværende formand er professor ved Kunstakademiets Arkitektskole, arkitekt MAA Christoffer Harlang.

## Underkendelse af Bygningssynets beslutninger
I en række tilfælde har Kulturstyrelsen eller kulturministeren (tidligere: miljøministeren) underkendt Bygningssynets faglige beslutning om fredning af en bygning. Denne afvigelse fra armslængdeprincippet er sket i nyere tid i disse sager:
- 2000: Bygningssynet indstiller grossistvirksomheden S.N. Meyer & Co. til fredning, men underkendes først af Skov- og Naturstyrelsen og senere af miljøminister Svend Auken, som sagen er anket til af ejeren, Diligentia Copenhagen Europe Center A/S. Bygningsanlægget nedrives ved årsskiftet 2000/01.
- 2002: En gasbeholder og et målerhus på Frederiksberg Gasværk indstilles til fredning af Det Særlige Bygningssyn og fredningen gennemføres i efteråret 2001 af Skov- og Naturstyrelsen. Frederiksberg Kommune anker sagen til miljøministeren. Efter regeringsskiftet i november 2001 underkender kulturminister Brian Mikkelsen, der har overtaget ressortområdet, i 2002 beslutningen om fredning af gasbeholderen. [1] Gasbeholderne på værket nedrives i 2003.
- 2005: Vesterport Station indstilles til fredning af både Det Særlige Bygningssyn og Kulturarvsstyrelsen, men underkendes efter en anke fra DSB til kulturminister Brian Mikkelsen.[2]
- 2006: Fragtmandshallerne og Lygten Godsbanegård indstilles til fredning af Bygningssynet i 2005, men underkendes året efter af Kulturarvsstyrelsen og kulturminister Brian Mikkelsen efter en anke fra DSB.[3] Fragtmandhallerne og godsstationen nedrives i 2007.
- 2008: H.C. Andersen Slottet indstilles til fredning af Bygningssynet (dog kun med 1 stemmes flertal), men underkendes først af Kulturarvsstyrelsen og siden af kulturminister Brian Mikkelsen.[4]
- 2012: Fredning af direktørvilla samt portner- og funktionærboliger i tilknytning til Radiohuset på Jakob Dannefærds Vej, Frederiksberg, gennemføres af både Bygningssynet og Kulturstyrelsen, men omgøres af kulturminister Uffe Elbæk efter anke fra ejeren, Jakob Dannefærds Vej 15-19 ApS.[5]

## Tidligere og nuværende medlemmer af Bygningssynet
Denne liste er ufuldstændig; hjælp gerne med at udfylde den.
- (1918-1922) H.B. Storck, arkitekt, professor ved Kunstakademiets Arkitektskole
- (1918-1923) Carl Petersen, arkitekt, professor ved Kunstakademiets Arkitektskole
- (19xx-19xx) Johannes Magdahl Nielsen, arkitekt, kgl. bygningsinspektør
- (1918-1943) Mogens Clemmensen, arkitekt, kgl. bygningsinspektør
- (1918-1954) Vilhelm Lorenzen, overinspektør ved Nationalmuseet
- (1922-1943) Poul Holsøe, stadsarkitekt i København
- (1924-1938) Mouritz Mackeprang, direktør for Nationalmuseet
- (19xx-1951) Poul Nørlund, direktør for Nationalmuseet (formand)
- (19xx-19xx) Johannes Brøndsted, direktør for Nationalmuseet (formand)
- (1945-1967) Harald Langberg, overinspektør ved Nationalmuseet
- (1954-1966) F.C. Lund, stadsarkitekt i København
- Alfred Wassard, byplanborgmester i København
- (1980-?) Palle Friis, arkitekt, museumsinspektør, indstillet af Statens Museumsnævn (formand 1994-?)
- (1983-1992) Peer Haubroe, arkitekt, indstillet af Bygnings Frednings Foreningen
- (1983-?) Olaf Olsen, rigsantikvar, indstillet af Rigsantikvarembedet
- (1987-1991) Hans Munk Hansen, arkitekt, professor ved Kunstakademiets Arkitektskole
- (1987-1991) Vilhelm Wohlert, arkitekt, professor ved Kunstakademiets Arkitektskole
- (1989-?) John Erichsen, museumsleder, cand.mag., indstillet af Nationalmuseet
- (1991-1993) Lars Engberg, bygge- og teknikborgmester, indstillet af Københavns Kommune
- (1991-1994) Bonnie Mürsch, advokat, formand for Foreningen til Hovedstadens Forskønnelse, indstillet af miljøministeren (formand 1991-94)
- (1991-?) Gert Bech-Nielsen, arkitekt, lektor, indstillet af Institut for arkitekturhistorie,opmåling og restaurering under Kunstakademiets Arkitektskole, Kunstakademiets Konservatorskole samt restaureringsafdelingen ved Arkitektskolen i Århus
- (1991-?) Bente Beedholm, arkitekt, indstillet af Dansk Byplanlaboratorium
- (1991-?) Kristian Isager, arkitekt, indstillet af Landsforeningen for Bygnings- og Landskabskultur
- (1991-?) Bente Lange, arkitekt, indstillet af Akademiraadet
- (1991-?) Hanne Kjærholm, arkitekt, af Danske Arkitekters Landsforbund
- (1991-?) Jonna Stavnsbjerg, borgmester, indstillet af Kommunernes Landsforening
- (1994-?) Johan Richter, arkitekt, kgl. bygningsinspektør
- (1995-2002) Lene Tranberg, arkitekt
- Bjørn Nørgaard, kunster, tidl. professor ved Kunstakademiets Billedkunstskoler
- Poul Ingemann, arkitekt, professor ved Kunstakademiets Arkitektskole
- Hans Peter Svendler Nielsen, arkitekt
- Søren Pind, bygge- og teknikborgmester i København
- Klaus Bondam, bygge- og teknikborgmester i København
- Lone Wiggers, arkitekt
- Henrik Harnow, historiker
- (2007-) Sven Koefoed-Hansen, arkitekt maa, vicedirektør i Naturstyrelsen

## Eksterne links
- Det Særlige Bygningssyn – officiel oversigt på Kulturarvstyrelsens website Arkiveret 6. april 2009 hos  Wayback Machine

| Myndighed | Spire Denne artikel om en offentlig myndighed er en spire som bør udbygges. Du er velkommen til at hjælpe Wikipedia ved at udvide den. |